# Sarah McKenzie

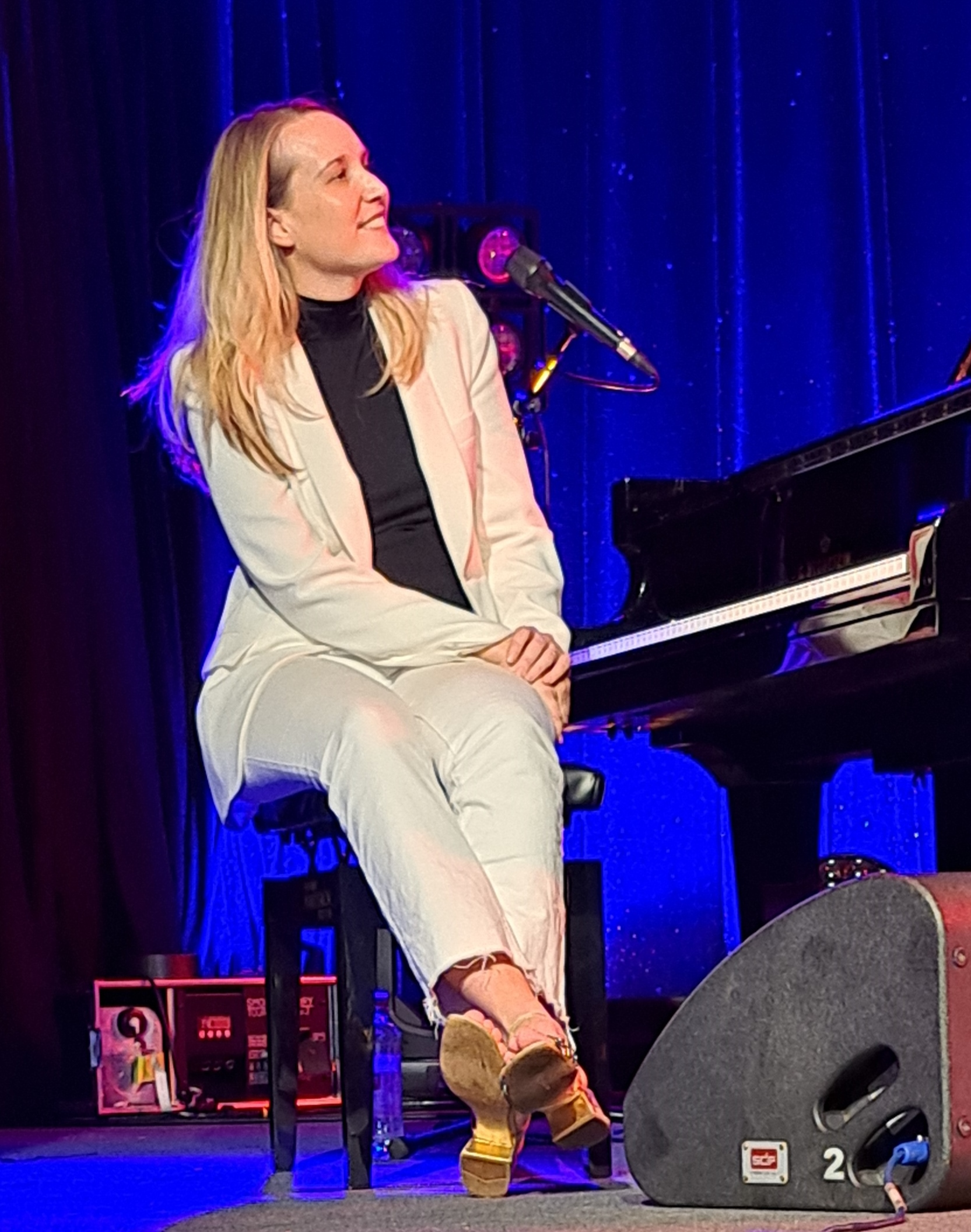
Sarah McKenzie (2023)

Sarah McKenzie (* 1987 in Bendigo, Victoria) ist eine australische Jazzmusikerin (Gesang, Piano, Komposition).

## Leben und Wirken
McKenzie, die in Melbourne aufwuchs, wurde durch einen aufgeschlossenen Klavierlehrer an den Jazz herangeführt. Mit 16 Jahren entstanden erste Songs. Von 2007 bis 2009 studierte sie an der West Austrialian Academy of Performing Arts in Perth. Während des Studiums begann sie, ernsthaft Musik zu komponieren; auch gehörte sie zum WA Youth Jazz Orchestra. Mit der Band Effigy of Now spielte sie das Album Whatever Fancies Your Tickle ein.
Nach dem Bachelor ging McKenzie zurück nach Melbourne und stellte eine Band zusammen. In der Folge trat sie auf den wichtigen Festivals Australiens, dem Wangaratta Jazz Festival, Melbourne International Jazz Festival, Stonnington Jazz Festival und dem Melbourne Women in Jazz Festival mit Musikern wie James Morrison, Graeme Lyall, Joe Chindamo, Mat Jodrell oder Jamie Oehlers auf. Als Backgroundsängerin tourte sie mit Michael Bublé. Als Soloact eröffnete sie Shows von John Patitucci und Enrico Rava.
McKenzie erhielt 2010 einen Vertrag bei ABC Music. Dort wurde 2011 ihr Debütalbum Don’t Tempt Me veröffentlicht. Ihr zweites Album Close Your Eyes erschien im Folgejahr. Über einen Auftritt beim Festival Umbria Jazz gewann sie eines der wenigen Vollstipendien des Berklee College of Music und studierte dann 1½ Jahre bis 2014 bei Joanne Brackeen in Boston. Nach ihrem Studienabschluss blieb sie erstmal in den Vereinigten Staaten. 2014 trat sie mit ihrem Quintet beim Monterey Jazz Festival auf. 2015 spielte sie beim Jazz Fest Wien.
Nach einem Vertragswechsel zu Jean-Philippe Allard vom Label Impulse! erschien 2015 ihr drittes Album We Could Be Lovers. 2017 folgte das Album Paris in the Rain. Zwischen 2015 und Sommer 2018 lebte sie in Paris, um sich dann in New York niederzulassen. Mittlerweile (2019) wohnt sie in London. Ausweislich ihrer Tourdaten ist sie häufig weltweit unterwegs, von Auftritten in Kanada, Japan, Spanien, Deutschland, Italien, Schweden bis zu einem ersten Ankommen in China. Im Lincoln Center Shanghai hat man sie zwölf Tage am Stück gebucht, in denen sie jeden Tag ein Konzert gibt. Die drei Jahre in Frankreich wirken dahingehend nach, dass sie dort weiterhin häufiger in Clubs und Jazzfestivals auftritt als sonst irgendwo in Europa. Der Unterricht beim 2019 gestorbenen französischen Komponisten und Arrangeur Michel Legrand hat McKenzies Stil auch spürbar geprägt.
Am 29. März 2019 kam das Album Secrets of My Heart heraus, dessen zwölf Tracks überwiegend eigene Songs der Singer-Songwriterin und Pianistin sind. Zwei der Stücke dokumentieren ihre Liebe zur brasilianischen Musiktradition. Das in New York City aufgenommene Album wurde mit Vibraphonist Warren Wolf, Tenorsaxophonist Troy Roberts, Gitarrist Dan Wilson, Bassist Pierre Boussaguet, Schlagzeuger Donald Edwards, Perkussionist Rogerio Bocatto und der Cellistin Jody Redhage Ferber eingespielt. Auf ihrem sechsten Album Without You stellt sie von Antonio Carlos Jobim und brasilianischer Musik inspirierte Werke vor.

## Preise und Auszeichnungen
McKenzie wurde bei der National Songwriters Competition 2011 ausgezeichnet. 2008 erhielt sie mit ihrer Gruppe von der Perth Jazz Societiy einen Preis als herausragendste Band. Ihr Album Close Your Eyes wurde von der Australian Recording Industry Association als bestes Jazz-Album mit einem ARIA Music Award 2012 ausgezeichnet. Ihr Album We Could Be Lovers erhielt 2015 den Bell Award für das beste australische Gesangsalbum.

## Diskographische Hinweise
- 2011: Don’t Tempt Me, ABC Music
- 2012: Close Your Eyes, ABC Classics
- 2015: We Could Be Lovers, Impulse!
- 2017: Paris in the Rain, Impulse!
- 2019: Secrets of my Heart, Impulse!
- 2023: Without You, Normandy Lane